# لیافنزین
لیافنزین (انگلیسی: Liafensine) یک مهارکننده بازجذب سروتونین-نوراپی نفرین-دوپامین (SNDRI)است که برای درمان اختلال افسردگی ماژور تحت بررسی قرار داشت. روند ساخت دارو در سال ۲۰۱۳ و در کارآزمایی مرحله دو، پس از آن که روشن شد مزیتی بر سیتالوپرام و دولوکستین ندارد متوقف شد.